# 吳宏洛
吳宏洛（1843年—1897年），字瑞生，安徽廬州府合肥縣人，清朝官員。
行伍出身，同治二年（1863年），任千總、守備銜、都司。通知三年，以遊擊儘先補用，后加副將銜。同治五年（1866年），加總兵。同治六年（1867年），任淮軍銘字營營官。同治八年（1869年），統帶銘字左軍六營。光緒十年（1884年），統帶宏字五營。光緒十三年（1887年），任福建澎湖鎮總兵，督造澎湖廳城，同年重修澎湖天南鎖鑰簡易砲台成為馬公金龜頭砲台，也是澎湖當時防守戰力最強的砲台。光緒二十年（1894年），統帶宏字六營。光緒二十一年（1895年），任直隸正定鎮總兵、直隸通永鎮總兵，兼統帶直隸通永鎮練軍。